# Ronde van de Algarve 2010
De Ronde van de Algarve 2010 (Portugees: Volta ao Algarve 2011) werd gehouden van woensdag 17 tot en met zondag 21 februari in de regio Algarve, Portugal. Het was de 36ste editie van de rittenkoers, die deel uitmaakte van de UCI Europe Tour 2010. Titelverdediger was de Spanjaard Alberto Contador, die zijn titel wist te prolongeren. Van de 183 gestarte renners kwamen er 138 over de eindstreep in Portimão.

## Etappe-uitslagen

### 1e etappe
| Faro – Albufeira (157.5 km) |                   |                    |          |
| Plaats                      | Naam              | Ploeg              | Tijd     |
| Winnaar                     | Benoît Vaugrenard | Française des Jeux | 4u10'42" |
| 2                           | Joan Horrach      | Team Katusha       | + 03"    |
| 3                           | André Greipel     | Team HTC-Columbia  | + 05"    |

### 2e etappe
| Sagres – Lagos (207.5 km) |                  |                    |          |
| Plaats                    | Naam             | Ploeg              | Tijd     |
| Winnaar                   | André Greipel    | Team HTC-Columbia  | 6u06'39" |
| 2                         | Jürgen Roelandts | Omega Pharma-Lotto | z.t.     |
| 3                         | Samuel Sánchez   | Euskaltel-Euskadi  | + 04"    |

### 3e etappe
| Castro Marim – Alto do Malhão (173.7 km) |                  |                 |          |
| Plaats                                   | Naam             | Ploeg           | Tijd     |
| Winnaar                                  | Alberto Contador | Astana          | 5u02'55" |
| 2                                        | Tiago Machado    | Team RadioShack | + 11"    |
| 3                                        | Levi Leipheimer  | Team RadioShack | + 22"    |

### 4e etappe
| Cacela – Tavira (169 km) |                    |                    |          |
| Plaats                   | Naam               | Ploeg              | Tijd     |
| Winnaar                  | Sébastien Rosseler | Team RadioShack    | 4u12'46" |
| 2                        | Mickaël Delage     | Omega Pharma-Lotto | + 20"    |
| 3                        | Imanol Erviti      | Caisse d'Epargne   | z.t.     |

### 5e etappe
| Lagoa – Portimão (individuele tijdrit over 17.2 km) |                    |                 |        |
| Plaats                                              | Naam               | Ploeg           | Tijd   |
| Winnaar                                             | Luis León Sánchez  | Rabobank        | 21'32" |
| 2                                                   | Alberto Contador   | Astana          | + 13"  |
| 3                                                   | Sébastien Rosseler | Team RadioShack | + 16"  |

## Eindklassementen
| Plaats    | Naam               | Ploeg              | Tijd      |
| --------- | ------------------ | ------------------ | --------- |
| Gele trui | Alberto Contador   | Astana             | 19u57'48" |
| 2         | Luis León Sánchez  | Rabobank           | + 30"     |
| 3         | Tiago Machado      | Team RadioShack    | + 32"     |
| 4         | Levi Leipheimer    | Team RadioShack    | + 37"     |
| 5         | Samuel Sánchez     | Euskaltel-Euskadi  | + 57"     |
| 6         | Rui Costa          | Caisse d'Epargne   | + 1' 11"  |
| 7         | František Raboň    | Team HTC-High Road | + 1' 16"  |
| 8         | Andreas Klöden     | Team RadioShack    | + 1' 25"  |
| 9         | Tejay van Garderen | Team HTC-High Road | + 1' 33"  |
| 10        | Peter Velits       | Team HTC-High Road | + 1' 45"  |
|           |                    |                    |           |
| 22        | Nick Nuyens        | Rabobank           | + 2' 37"  |
| 26        | Maarten Tjallingii | Rabobank           | + 2' 43"  |

| Plaats      | Naam              | Ploeg              | Punten |
| ----------- | ----------------- | ------------------ | ------ |
| Groene trui | André Greipel     | Team HTC-High Road | 47     |
| 2           | Benoît Vaugrenard | Française des Jeux | 27     |
| 3           | Alberto Contador  | Astana             | 25     |

| Plaats    | Naam             | Ploeg                  | Punten |
| --------- | ---------------- | ---------------------- | ------ |
| Rode trui | Jérôme Baugnies  | Topsport Vlaanderen-M. | 25     |
| 2         | Thomas De Gendt  | Topsport Vlaanderen-M. | 10     |
| 3         | Alberto Contador | Astana                 | 9      |

| Plaats      | Naam            | Ploeg                  | Punten |
| ----------- | --------------- | ---------------------- | ------ |
| Oranje trui | Thomas De Gendt | Topsport Vlaanderen-M. | 9      |
| 2           | Hugo Sabido     | LA-Rota dos Móveis     | 6      |
| 3           | Jérôme Baugnies | Topsport Vlaanderen-M. | 5      |

| Plaats     | Naam               | Ploeg              | Tijd      |
| ---------- | ------------------ | ------------------ | --------- |
| Witte trui | Tiago Machado      | Team RadioShack    | 19u58'20" |
| 2          | Rui Costa          | Caisse d'Epargne   | + 39"     |
| 3          | Tejay van Garderen | Team HTC-High Road | + 1' 01"  |

| Plaats | Ploeg             | Tijd      |
| ------ | ----------------- | --------- |
|        | Team RadioShack   | 59u52'29" |
| 2      | Caisse d'Epargne  | +01' 47"  |
| 3      | Team HTC-Columbia | +04' 41"  |

1960 · 1961 · 1962-1976 · 1977 · 1978 · 1979 · 1980 · 1981 · 1982 · 1983 · 1984 · 1985 · 1986 · 1987 · 1988 · 1989 · 1990 · 1991 · 1992 · 1993 · 1994 · 1995 · 1996 · 1997 · 1998 · 1999 · 2000 · 2001 · 2002 · 2003 · 2004 · 2005 · 2006 · 2007 · 2008 · 2009 · 2010 · 2011 · 2012 · 2013 · 2014 · 2015 · 2016 · 2017 · 2018 · 2019 · 2020 · 2021 · 2022 · 2023 · 2024 · 2025